# Franco Paolantonio
Franco Paolantonio (L'Havana, 1884 - 15 de desembre de 1934) fou un director d'orquestra i compositor argentí.
Fill de família de músics, va néixer a L'Habana mentre el seu pare era de tournée a Cuba. Va viure a Buenos Aires i després es va traslladar a Nàpols per estudiar al Conservatori. Després va retornar a l'Argentina i va esdevenir un dels més grans directors d'orquestra del país. Va morir el 15 de desembre de 1934 quan va rebre un tret per culpa d'una disputa en un assaig entre dos músics.
La temporada 1925-1926 i 1926-1927 va dirigir diverses òperes al Gran Teatre del Liceu de Barcelona.